# Politiche di redistribuzione dei redditi
Le politiche di redistribuzione dei redditi, nella politica economica, sono quelle politiche attuate dallo Stato di riequilibrio economico a sostegno delle categorie sociali svantaggiate .

## Strumenti

### Redistribuzione dei redditi nei sistemi pensionistici
I sistemi pensionistici sono organizzati con lo scopo di restituire ai beneficiari un reddito per il sostentamento dignitoso ed adeguato in una delle situazioni di bisogno individuate dalle assicurazioni sociali.

### Salario minimo
Una delle modalità per l'attuazione di tali politiche è l'attuazione del cosiddetto salario minimo necessario per evitare che alcuni lavoratori non abbiano un reddito sufficiente per vivere, sperimentato in Germania dal 2015.

### Sussidi vari
Un altro metodo di attuazione è l'adozione di sussidi come il reddito di base.

### Tassazione progressiva
Uno studio del 2014 ha affermato che non necessariamente una tassazione secondo un principio di progressività più spinta sia necessariamente più utile nella attuazione di politiche di redistribuzione dei redditi a favore delle fasce più disagiate.